# 文安公主 (宋光宗)
文安公主（?—?），宋光宗长女。
宋光宗未即位前，宋孝宗封孙女为文安郡主。文安郡主夭折。宋孝宗禅位给三子宋光宗赵惇，绍熙元年（1190年），光宗追赠女儿为文安公主。